# (28955) Kaliadeborah
(28955) Kaliadeborah est un astéroïde de la ceinture principale d'astéroïdes.

## Description
(28955) Kaliadeborah est un astéroïde de la ceinture principale d'astéroïdes. Il fut découvert le 30 décembre 2000 à Socorro (Nouveau-Mexique) par le projet LINEAR. Il présente une orbite caractérisée par un demi-grand axe de 2,34 UA, une excentricité de 0,13 et une inclinaison de 1,6° par rapport à l'écliptique.

## Compléments